# Yi Sun-sin
Yi Sun-sin (* 28. April 1545 in Hanseong; † 16. Dezember 1598; auch Yi Sun-shin romanisiert) war ein koreanischer Militärführer und Admiral im 16. Jahrhundert. Er führte zeitweise die koreanischen Seestreitkräfte während des Imjin-Kriegs zwischen 1592 und 1598 und trug entscheidend zur Abwehr der Invasion bei.

## Leben und militärische Laufbahn
Yi Sun-sin wurde am 28. April 1545 in Hanseong, der Hauptstadt Koreas, geboren. Obwohl von adliger Herkunft, hatten weder sein Großvater Yi Baeg-nok noch sein Vater Yi Jeong ein politisches Amt bekleidet, weil ihnen die damalige Regierung von Joseon nicht zusagte. Yi soll den historischen Aufzeichnungen nach schon als Knabe sehr früh ein natürliches Talent für Strategie und militärisches Vorgehen entwickelt haben. Später zog die Familie nach Asan um, wo Yi einen großen Teil seines späteren Lebens verbrachte.
Yi heiratete 1564 und bekam drei Söhne: Yi Hoe (1567), Yi Yo (1571) und Yi Myon (1577). Nachdem er den Qualifikationstest für den Militärdienst 1577 (nach einem ersten Fehlschlag vier Jahre zuvor, bei dem er vom Pferd fiel und sich ein Bein brach) endlich bestand, begann Yi seine Laufbahn als Offizier im Norden des Landes, wo er bis 1586 diente. Zu der Zeit sammelte Yi militärische Erfahrungen während der Jurchen-Einfälle, die er 1583 durch einen entscheidenden Sieg beendete. Nach einer kurzen Periode als Leiter eines Trainingslagers und Militärmagistrat wurde er 1591 zur Flotte in die Provinz Jeolla im Süden versetzt, wo eine japanische Invasion unter Toyotomi Hideyoshi erwartet wurde. In dieser Zeit begann er mit dem Konstrukteur Na Dae-yong die Entwicklung der sogenannten Schildkrötenschiffe, die durch ihre starke Bewaffnung den zahlenmäßigen Vorteil der Japaner ausgleichen sollten.
Die Invasion erfolgte im Frühjahr 1592 bei Busan im Südosten Koreas mit einer Armee von 700 Schiffen und 160.000 Soldaten, die durch die Selbstsicherheit der Joseon-Regierung, die überkomplizierte Militärbürokratie Joseons und der schlechteren Ausbildung der koreanischen Landtruppen innerhalb von 20 Tagen die Hauptstadt erreichen konnten. Die viel kleinere koreanische Flotte Yi Sun-sins von etwa 100 Schiffen (darunter etwa zwei Dutzend Schildkrötenschiffe; andere Quellen gehen aber davon aus, dass die Zahl der zum Einsatz gekommenen Schildkrötenschiffe sehr viel geringer gewesen sei) griff währenddessen erfolgreich kleinere Gruppen japanischer Schiffe an. Dabei nutzte Yi die Informationen örtlicher Fischer um die Küstengewässer und die Stellungen der feindlichen Truppen sowie eine extensive Bewaffnung an Kanonen auf seinen Schlachtschiffen aus, um den Japanern zur See empfindliche Verluste zuzufügen und damit die Nachschubversorgung der Invasionstruppen erheblich zu behindern.
1593 kam es nach dem chinesisch-koreanischen Gegenangriff zu Friedensverhandlungen, und den Japanern blieb nur ein Brückenkopf bei Busan während des folgenden vierjährigen Waffenstillstands. Yi wurde in dieser Zeit durch eine Intrige der Japaner und seiner persönlichen Rivalen denunziert, weil er 1596 einer Schlacht gegen die japanische Flotte ausgewichen war, da er die entsprechenden Befehle als undurchführbar ansah. Er wurde wegen Hochverrats zur Todesstrafe verurteilt. Da Yi wegen seiner vergangenen Leistungen und seines Wesens sowohl beim Volk als auch beim Militär große Sympathien errungen hatte, wurde die Strafe – auch durch die Fürsprache von Yis altem Kindheitsfreund, Premierminister Ryu Seong-ryong – zu einer Degradierung in Verbindung mit einer Folterstrafe abgewandelt und Yi zu einem gewöhnlichen Soldaten herabgestuft. Trotz dieser Ungerechtigkeit und dem Tod seiner Mutter, die während ihrer Reise zu ihrem Sohn an den Strapazen verstarb, ertrug Yi sein Schicksal dem Vernehmen nach mit einer seltenen Würde und Standhaftigkeit, und auch seine neuen Vorgesetzten behandelten ihn sehr respektvoll. An seiner Stelle wurde sein Rivale Won Gyun zum Admiral der Flotte ernannt.
1597 begann Hideyoshi eine erneute Invasion Koreas, die aber diesmal weniger erfolgreich verlief. Zwar erlangten die Japaner in der Seeschlacht von Chilchonryang einen Sieg, bei welchem fast die gesamte koreanische Flotte vernichtet wurde und Won Gyun den Tod fand, doch gerade dies übte den nötigen Druck auf den König aus, wieder seinen fähigsten Befehlshaber einzusetzen. Yi Sun-sin wurde auf den Posten des obersten Befehlshabers der Flotte zurückbeordert und sammelte die verbliebenen Reste der Flotte, die nunmehr aus nur 13 Schiffen bestand, um sich. Durch die hervorragende Ausnutzung der Topografie und der Meeresströmungen in den Küstengewässern gelang es Yi, der japanischen Flotte (welche zu dem Zeitpunkt aus etwa 333 Schiffen bestand) am 26. Oktober 1597 in der Schlacht von Myongnyang eine verheerende Niederlage zuzufügen, ohne auch nur eines seiner eigenen Schiffe zu verlieren. Dieser überwältigende Sieg und der Anbruch des Winters verhalfen den Koreanern zu einer Atempause, die sie nutzten, ihre Flotte wieder aufzubauen. Zudem bekamen die Koreaner weitreichende militärische Unterstützung aus China, die ihnen half, den Feind auch an Land nach und nach zurückzudrängen.
Schließlich mussten sich die Japaner nach Hideyoshis Tod im September 1598 zurückziehen. Yi Sun-sin wurde in einer der letzten Schlachten des Krieges, der Schlacht an der Noryang-Straße am 16. Dezember 1598, von einer Musketenkugel tödlich verwundet. Um die Flotte auf dem Höhepunkt der Schlacht nicht zu demoralisieren, bat der sterbende Yi seinen Sohn Hoe und seinen Neffen Wan, die beide unter seinem Kommando dienten, seinen Tod bis zum Ende geheim zu halten. Die Schlacht wurde bis zum Schluss ausgefochten und endete in einem Sieg für die Koreaner.

## Zeitgenössische und moderne Ansichten von Yi Sun-sin

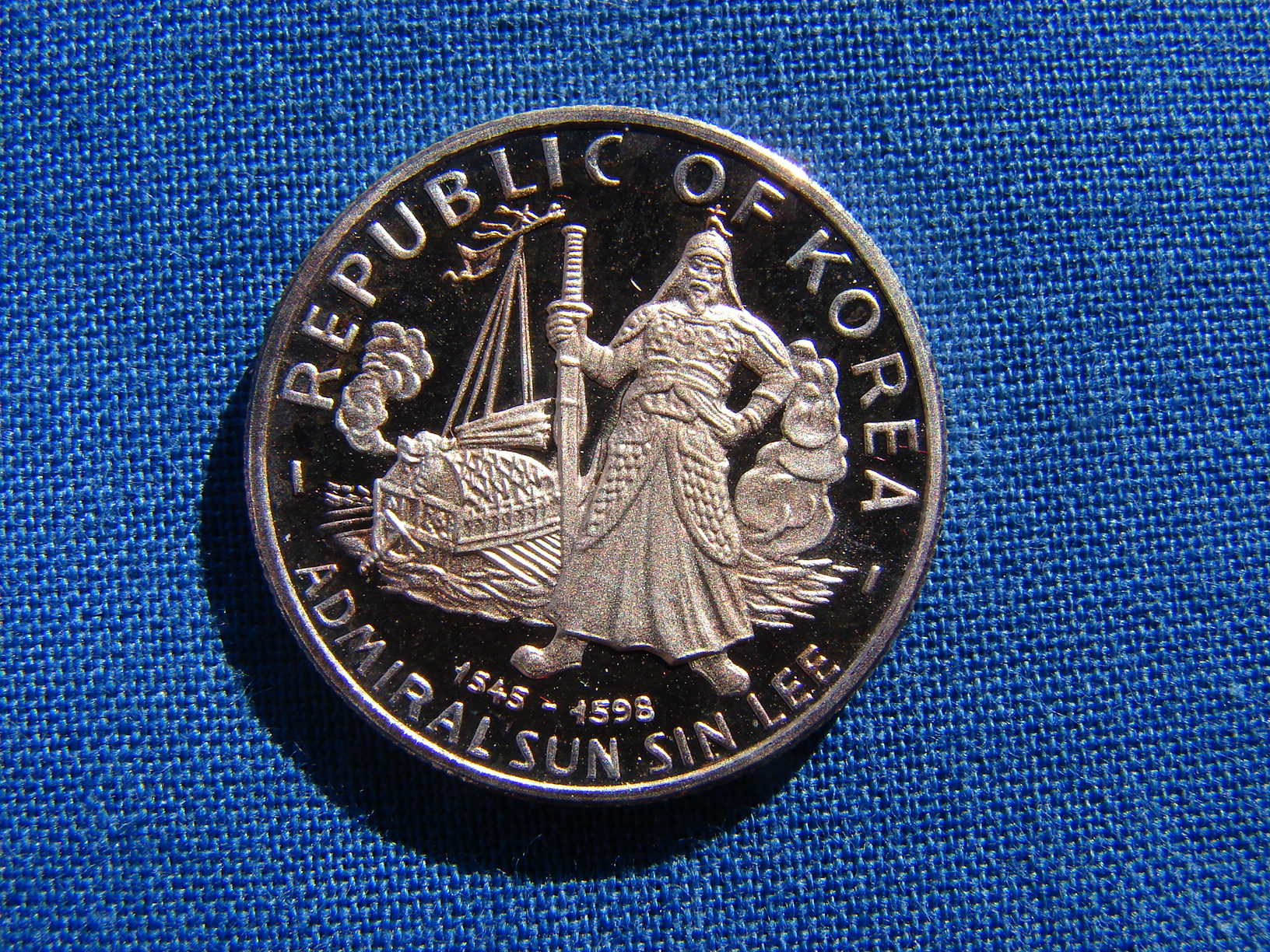
Koreanische 100-Won-Sondermünze zum Gedenken an Admiral Yi Sun-sin, 1970

Zu Lebzeiten war Yi Sun-sin mehrmals Opfer von internen Intrigen, weil er mit seiner Ehrlichkeit, seinem Stoizismus und seinen militärischen Erfolgen oftmals mit seinen eifersüchtigen und korrupten Vorgesetzten aneinandergeriet. Die Degradierung, die im Verlauf der Doppelagentenaffäre von 1597 erfolgte, war nur ein Beispiel aus einer langen Reihe von solchen Bestrafungen. Oftmals musste er als Kommandant des Linken Chosalla-Flottenverbands auf seine eigene Initiative und sein Improvisationstalent zurückgreifen, um seine Flotte und seine Männer ausstatten und trainieren zu können, da ihm die Regierung allzu oft keine Hilfe bewilligte. Viele der Ehrungen, unter denen Yi heute bekannt ist, wurden ihm erst nach seinem Tod verliehen.
Zu heutigen Zeiten allerdings wird Yi Sun-sin als der größte Held und brillanteste Militärstratege der Koreaner verehrt, sowohl in Nord- als auch in Südkorea, wo zahlreiche Schreine zu seinen Ehren stehen. Auch ausländische Militärführer haben Yi ihre Achtung bezeugt, darunter der Japaner Tōgō Heihachirō und der britische Admiral George Alexander Ballard; vielfach wird Yi mit Admiral Horatio Nelson verglichen.
In Seoul und Busan befinden sich prominente Statuen von Yi Sun-sin. Nahe der Stadt Yeosu wurde 2012 die Yi-Sun-sin-Brücke fertiggestellt.
Es existieren auch zahlreiche Darstellungen vom Leben und der militärischen Laufbahn Yi Sun-sins in Literatur, Film und Fernsehen, hauptsächlich aus Korea. Unter anderem sind bisher folgende Titel bekannt:
- Seong-ung Yi Sun-sin (1962 schwarzweiß, 1971 in Farbe)
- Cheon Gun (kor. 천군, 天軍; dt. Soldaten des Himmels); deutscher Titel „Armee der Welten“ (2005)
- eine 104-teilige Fernseh-Dramaserie, Immortal Yi Soon-shin (불멸의 이순신), produziert von KBS (2004–05)
- Myeongryangm Heuiori Bada (kor. 명량, dt. Die Schlacht von Myongnyang); internationaler Titel „Der Admiral – Roaring Currents“ (2014)

## Von Yi geführte Seeschlachten
An mindestens folgenden Schlachten nahm Yi Sun-sin teil:
- Schlacht von Okpo (7. Mai 1592)
- Scharmützel bei Happo und Chokjinpo (7. und 8. Mai 1592)
- Seeschlacht von Sacheon (29. Mai 1592)
- Seeschlacht von Dangpo (2. Juni 1592)
- Seeschlacht von Danghangpo (5. Juni 1592)
- Seeschlacht bei Yulpo (6. Juni 1592)
- Seeschlacht bei Hansan (8. Juli 1592)
- Seeschlacht bei Angolpo (10. Juli 1592)
- Seeschlacht von Jangnimpo (29. August 1592)
- Seeschlachten von Hwajungumi, Tadaepo, Sopyongpo, Cholyongdo und Choryanmok (1. September 1592)
- Seeschlacht von Pusan (1. September 1592)
- Seeschlacht bei Jinhae (4. März 1594)
- Zweite Seeschlacht von Danghangpo (5. März 1594)
- Seeschlacht bei Changmunpo (4. Oktober 1594)
- Seeschlacht von Myongnyang (26. Oktober 1597)
- Seeschlacht von Noryang (16. Dezember 1598)

## Erbe
In der Zeit vom 1. Januar 1592 bis zum 17. November 1598 führte der Admiral ein Kriegstagebuch, Nanjung Ilgi. Dieses wurde im Jahr 2013 zum Weltdokumentenerbe erklärt.

## Moderne Adaptionen
In dem Echtzeit-Strategiespiel Age of Empires 2: The Conquerors taucht Yi Sun-shin als „Helden-Einheit“ eines koreanischen Schildkrötenschiffes auf.